# Red Klotz
Louis Herman « Red » Klotz, né le 21 octobre 1921, à Philadelphie, en Pennsylvanie et mort le 12 juillet 2014, est un joueur et entraîneur américain de basket-ball. Il évolue durant sa carrière au poste de meneur.

## Biographie
Après avoir quitté l'université Villanova et combattu lors de la Seconde Guerre mondiale, Red Klotz dispute une saison avec les Bullets de Baltimore, jouant 11 matchs et inscrivant 15 points. Avec sa taille de 1,70 m, il est le troisième plus petit joueur de l'histoire de la NBA et le plus petit à avoir été champion NBA.
Il a également joué avec les Sphas de Philadelphie, équipe qu'il rachète et dont il change le nom en Washington Generals. En 1953, Abe Saperstein, le propriétaire des Harlem Globetrotters, le sollicite afin que les Washington Generals participent aux tournées des Globetrotters. De 1953 à 1995, les Generals disputent des matchs exhibitions face aux Globetrotters, remportant seulement six rencontres, la dernière en 1971, en perdant plus de 13 000. Klotz joue avec l'équipe au poste de meneur jusqu'à l'âge de 62 ans. 
En 1995, Klotz dissout les Generals et forme les New York Nationals afin de prendre leur place. L'équipe retrouve son nom originel des Generals en 2007. Les Generals demeurent une organisation séparée des Globetrotters. Klotz affirme que l'équipe essaye de remporter chacun de ses matchs.
Red Klotz est intronisé au Philadelphia Jewish Sports Hall of Fame en 2001. Il devient le premier individu non membre des Globetrotters à recevoir le trophée « Legend » des Globetrotters le 10 mars 2007. 
Le 12 juillet 2014, Red Klotz meurt à l'âge de 92 ans.

## Palmarès
- Champion ABL 1943
- Champion BAA 1948